# Lamont Hamilton
Lamont Alexander "Monty" Hamilton (6 d'abril de 1984 a Nova York) és un jugador professional de bàsquet estatunidenc que mesura 2,08 metres d'alçada i 115 kg.